# أسعد باشا توبتاني
أسعد باشا توبتاني (1875/1863–3 يونيو 1920) هو سياسي وضابط عسكري ألباني،شغل منصب رئيس وزراء ألبانيا من 5 أكتوبر 1914 حتى 27 يناير 1916،كما شغل منصب وزير الداخلية من 14 مارس 1914 حتى 20 يونيو 1914،ووزير الحرب من 14 مارس 1914 حتى 20 يونيو 1914.